# James Lorimer Ilsley
Pour les articles homonymes, voir Ilsley.
James Lorimer Ilsley, né le 3 janvier 1894 et mort le 14 janvier 1967 à Halifax au Canada, est un homme politique canadien qui fut le 17e Ministre des Finances de son pays du 8 juillet 1940 au 10 décembre 1946. 